# Urandra celebica
Urandra celebica là một loài thực vật có hoa trong họ Stemonuraceae. Loài này được (Valeton ex Koord.) R.A. Howard miêu tả khoa học đầu tiên năm 1940.